# Neogea egregia
Neogea egregia är en spindelart som först beskrevs av Kulczynski 1911.  Neogea egregia ingår i släktet Neogea och familjen hjulspindlar. Inga underarter finns listade i Catalogue of Life.